# 有馬洪
有馬 洪（ありま こう、1917年8月22日 - ）は、日本の薬学研究者、経営者である。また、サッカー選手としてもプレーし、日本代表として1951年アジア競技大会など国際Aマッチ3試合に出場した。名前の読みを「ひろし」とする資料もある。

## 経歴
1941年3月、東京帝国大学医学部薬学科を卒業。
1947年3月、三共（現：第一三共）に入社。1969年12月に同社醗酵研究所の所長に就任。
1972年5月より同社取締役、1978年6月より同社常務取締役、1982年6月より同社監査役 をそれぞれ歴任した。なお、1990年を以て同社監査役を退任した。

## サッカー選手として
東京帝国大学在学中はア式蹴球部に所属し、ハーフバックとしてプレー。
第二次世界大戦後の1949年に東大LB（ア式蹴球部の現役選手、OBで構成されたチーム）の一員として第29回全日本サッカー選手権大会（後の天皇杯全日本サッカー選手権大会）で優勝した。
1951年に33歳で日本代表に選出。同年3月に開催された1951年アジア競技大会で3試合にフル出場。同年末に行われたスウェーデンのヘルシンボリIFとの親善試合にも出場した。
また、1947年から1954年まで東京大学運動会ア式蹴球部の監督を務め、就任2年目の1948年に関東大学サッカーリーグ戦優勝に導いた。

## 所属クラブ
- 東京高等師範学校附属中学校
- 旧制浦和高等学校
- 東京帝国大学/東大LB
- 三共サッカー部

## 代表歴

### 出場大会
- 1951年アジア競技大会

### 試合数
- 国際Aマッチ 3試合 0得点(1951)

| 日本代表 | 国際Aマッチ | 国際Aマッチ | その他 | その他 | 期間通算 | 期間通算 |
| 年       | 出場        | 得点        | 出場   | 得点   | 出場     | 得点     |
| -------- | ----------- | ----------- | ------ | ------ | -------- | -------- |
| 1951     | 3           | 0           | 6      | 0      | 9        | 0        |
| 通算     | 3           | 0           | 6      | 0      | 9        | 0        |

### 出場
| No. | 開催日         | 開催都市     | スタジアム | 対戦相手       | 結果       | 監督     | 大会       |
| --- | -------------- | ------------ | ---------- | -------------- | ---------- | -------- | ---------- |
| 1.  | 1951年03月07日 | ニューデリー |            | イラン         | △0-0(延長) | 二宮洋一 | アジア大会 |
| 2.  | 1951年03月08日 | ニューデリー |            | イラン         | ●2-3       | 二宮洋一 | アジア大会 |
| 3.  | 1951年03月09日 | ニューデリー |            | アフガニスタン | ○2-0       | 二宮洋一 | アジア大会 |

## 指導歴
- 1947年-1954年 東京大学運動会ア式蹴球部